# Публий Лициний Красс (сын триумвира)
Пу́блий Лици́ний Красс (лат. Publius Licinius Crassus; родился, по разным версиям, в 86 или 82/81 году до н. э., Рим, Римская республика — погиб 9 мая 53 года до н. э., при Каррах, Парфянское царство) — римский военачальник и политический деятель из плебейского рода Лициниев Крассов, сын Марка Лициния Красса.
О ранних годах Публия практически ничего не известно; учёные спорят о том, был ли он первым или вторым сыном в семье. В юности Красс сблизился с Марком Туллием Цицероном и подавал большие надежды как оратор, но выбрал военную карьеру. В 58—56 годах до н. э. он служил под началом Гая Юлия Цезаря в Галлии и отличился, командуя конницей и одним из легионов, во время кампаний в Арморике и Аквитании. Вернувшись в Рим, Публий начал политическую карьеру: по разным версиям, он занимал должность монетного триумвира или квестора, был избран членом жреческой коллегии авгуров. В 54 году до н. э. Красс последовал за отцом в поход против парфян. В битве при Каррах в 53 году до н. э. он командовал одним из флангов, попал в окружение и погиб. Позже его вдова Корнелия Метелла стала женой Гнея Помпея Великого.

## Биография

### Происхождение
Публий Лициний принадлежал к плебейскому роду, первые надёжные известия о котором относятся к эпохе Первой Пунической войны (середина III века до н. э.). Предположительно прапрадедом Публия был консул 171 года до н. э.; прадед, Марк Лициний Красс Агеласт, занимал должность претора в 127 или 126 году до н. э., а дед, ещё один Публий, в 97 году получил консулат и в 89 году — цензуру. Сын Публия-старшего и отец Публия-младшего, Марк Лициний Красс (самый известный носитель этого имени), благодаря союзу с Суллой стал богатейшим римлянином своей эпохи. Он дважды становился консулом (в 70 и 55 годах до н. э.), а в 65 году был цензором. Марк женился на вдове своего старшего брата Публия Тертулле, женщине неясного происхождения, и та родила ему двух сыновей: Публия и Марка.

### Ранние годы
Точная дата рождения Публия неизвестна; ясно только, что это были 80-е годы до н. э. Учёные спорят о том, когда именно сыновья Марка Красса появились на свет и кто из них был старшим. Первый муж Тертуллы умер в конце 90-х или начале 80-х годов до н. э. К 86 году она уже была замужем во второй раз, в 85 году Марк уехал в Испанию, причём жену не взял с собой, и вернулся в Италию только спустя два года. Учитывая определённые особенности карьеры сыновей Тертуллы, антиковеды полагают, что один из них был зачат до отъезда отца в Испанию (и родился примерно в 85 году до н. э.), а второй — после (и родился в конце 80-х — начале 70-х годов). Долгое время считалось общепризнанным, что старший сын — Марк. Однако в 1973 году канадский исследователь Грэхем Самнер предположил, что раньше (в 86 году до н. э.) родился Публий, и многие учёные приняли эту гипотезу. По мнению российской исследовательницы Ольги Любимовой, Публий всё-таки был младшим сыном и родился скорее всего в 82 или 81 году до н. э.
Детство и ранняя юность Публия прошли в родительском доме. Светоний и Плутарх пишут, что Тертулла изменяла мужу, но современник этих супругов Марк Туллий Цицерон называет их дом «высоконравственным». Судя по тому, что Красс и Тертулла прожили вместе больше 30 лет, их брак был вполне счастливым.
Первое упоминание о Публии в сохранившихся источниках относится к 58 году до н. э. Фридрих Мюнцер предположил, что, если этот Красс родился в 86 году до н. э., он должен был не позже 70 года надеть мужскую тогу в знак совершеннолетия, а позже стал свидетелем суда над Гаем Верресом (69 год) и принял участие в войне Гнея Помпея Великого со средиземноморскими пиратами (67 год). В 62 году до н. э., согласно гипотезе Рональда Сайма, один из сыновей Марка Красса или даже оба сына сопровождали претора Гая Юлия Цезаря в его провинцию Дальняя Испания (Любимова назвала эту гипотезу «спекулятивной»). Примерно в те же годы Публий предпринял первые попытки сблизиться с Цицероном; последний называет его в связи с этим периодом «прекрасно образованным» и «глубоко учёным» юношей, который «казался внушительным без надменности и скромным без робости». Цицерон убеждал Публия посвятить себя ораторскому искусству и пойти таким образом по стопам дальнего родственника — Луция Лициния Красса.

### Начало карьеры

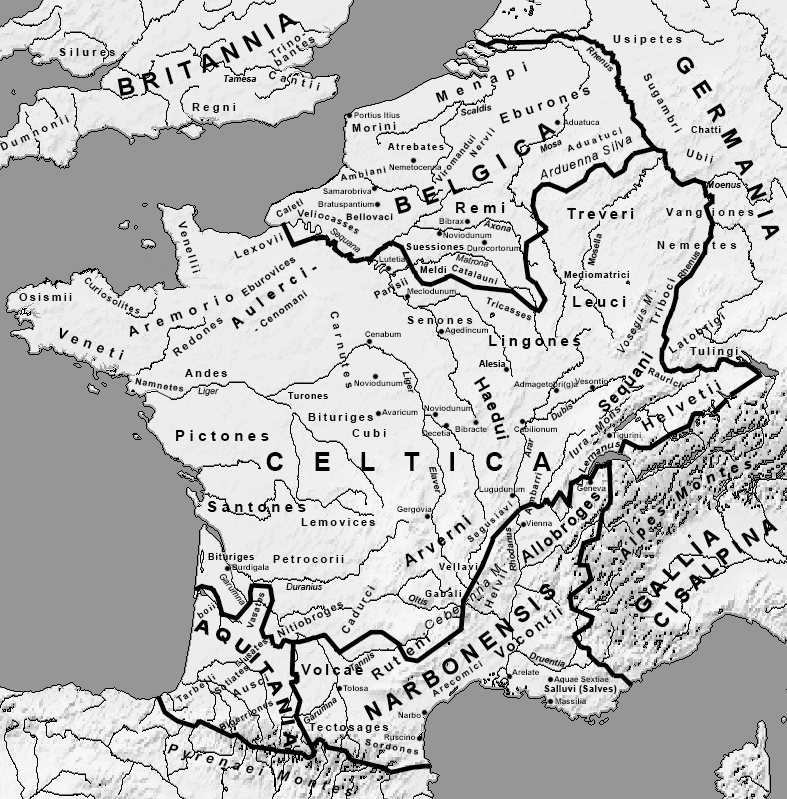

В 58 году до н. э. Публий Лициний впервые обратил на себя всеобщее внимание. Когда народный трибун Публий Клодий Пульхр предложил законопроект об изгнании Цицерона за бессудную казнь римских граждан, Красс, по словам Плутарха, «сменил одежду на траурную и заставил сделать то же и других молодых людей». Отец Красса поддерживал Клодия, а потому оказался в неудобном положении; предположительно именно по этой причине он отправил сына в Галлию, где в это время Гай Юлий Цезарь начинал свои завоевания. Марк Лициний рассчитывал таким образом дать Публию нового наставника, открыть перед ним возможность прославиться и обогатиться за счёт добычи.
В первый год Галльской войны Цезарь вёл две кампании: против кельтского племени гельветов и германского племени свевов. В битве со свевами Публий командовал кавалерией и в решающий момент двинул резерв на помощь одному из флангов, теснимому врагом; именно это принесло римлянам победу. В 57 году до н. э. Красс во главе VII легиона вёл самостоятельные действия на крайнем северо-западе, в Арморике. Он подчинил все местные племена («венетов, венеллов, осисмов, куриосолитов, эсубиев, аулерков и редонов») и остался на зимовку у берегов Океана. В 56 году до н. э. Цезарь направил Публия с двенадцатью когортами в Аквитанию. Тот разбил местные племена в двух ожесточённых сражениях и добился их капитуляции. Гай Юлий за это наградил Красса знаками отличия.
В «Записках о Галльской войне», которые являются основным источником об этих событиях, не уточняется, какие должности занимал Публий. Фридрих Мюнцер и Роберт Броутон полагают, что в 58 году до н. э. он был префектом конницы (praefectus equitum), а в 57—56 годах — легатом.

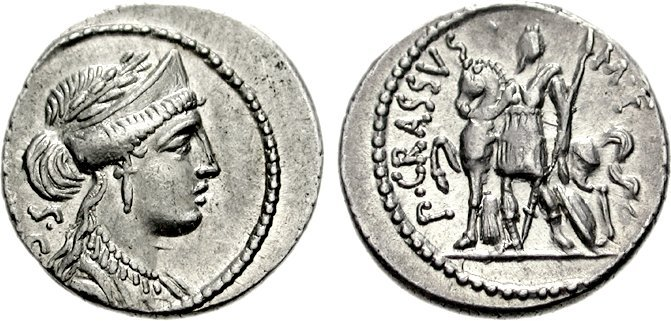
Денарий, выпущенный Публием Крассом в 55 году до н. э.

В конце 56 или в начале 55 года до н. э. Публий вернулся в Рим. С собой он привёл тысячу галльских всадников, присутствие которых в столице помогло избранию консулами на 55 год Красса и Помпея. После этого Красс чеканил монету; возможно, он занял должность монетного триумвира, а по одной из версий — квестора. Сохранились денарии Публия, на реверсе которых видны надпись P. Crassus M. f. (Публий Красс, сын Марка) и изображение женщины с копьём, ведущей коня, а на аверсе — голова Венеры в лавровом венке. Монетарий мог иметь в виду либо генеалогию своего командира Цезаря (потомка Венеры), либо храм Венеры Эрицинской у Коллинских ворот, рядом с которым в 82 году до н. э. благодаря Марку Крассу была одержана решающая победа над марианцами.
Благодаря одному упоминанию у Плутарха известно, что Публий занимал место в жреческой коллегии авгуров; предположительно он был избран в 55 году до н. э. на место умершего Луция Лициния Лукулла. Примерно тогда же в жизни Красса произошло и ещё одно важное событие: он женился. Его супругой стала Корнелия Метелла, дочь Квинта Цецилия Метелла Пия Сципиона, считавшегося самым знатным человеком в Риме и по усыновлению принадлежавшего к влиятельной плебейской семье Цецилиев Метеллов, а по крови — потомка патрициев Корнелиев. Исследователи трактуют этот брак как попытку сближения Марка Красса с консервативной частью аристократии (к тому же брат Публия женился на ещё одной Цецилии, дочери Квинта Цецилия Метелла Кретика).

### Парфянский поход и гибель
В 55 году до н. э. Марк Лициний Красс получил в управление Сирию, ставшую базой для похода на парфян. Публий присоединился к отцу в его провинции в 54 году до н. э. с тысячей галльских всадников, присланных Цезарем; известно, что он вместе с Марком посетил Гиераполь и там принял участие в конфискации храмовых сокровищ. Весной 53 года до н. э. римская армия двинулась в Месопотамию. Целью похода была зимняя столица парфянских царей Селевкия, но дойти до неё не удалось. Местность, по которой шла армия, оказалась совершенно безводной, лёгкая конница врага постоянно тревожила римлян мелкими нападениями, а потому при Каррах Марку Крассу пришлось принять бой в невыгодных для себя условиях. По словам Плутарха, именно Публий «и его всадники» убедили командующего повести войска в атаку, не дав им отдохнуть после долгого марша.
Публий получил под своё командование правый фланг. Во главе 1300 всадников, 500 лучников и восьми когорт пехоты он атаковал парфян, и те тут же обратились в бегство. Красс, воодушевлённый этим успехом, начал преследовать врага, оторвался от основных сил и попал в окружение. По словам Плутарха, в схватке он «показал чудеса храбрости»; однако и по численности, и по вооружению враг был сильнее. Убедившись в том, что прорыв невозможен, Красс отвёл свой отряд на близлежащий песчаный холм и там занял круговую оборону. Находившиеся при нём двое греков из Карр убеждали Красса бежать в этот город. «Но он ответил, что нет такой страшной смерти, испугавшись которой Публий покинул бы людей, погибающих по его вине». Раненный стрелой в правую руку, Красс приказал рабу пронзить его мечом. Остальные римляне были перебиты, и только 500 человек живыми попали в плен.
Парфяне отрезали голову Публия и насадили её на копьё, чтобы показать римлянам из основной армии. Те, увидев, что Красс-младший убит, впали в уныние; к тому же вместе с Публием погибла наиболее боеспособная часть войска. Уже следующей ночью римляне бросили лагерь. Вскоре армия была почти полностью уничтожена. Погиб и Марк Лициний, успевший признать, что при Каррах «потерял лучшего сына на свете».

## Семья
Точная дата женитьбы Публия Лициния на Корнелии Метелле неизвестна. Предположительно это был короткий период пребывания в Риме между Галльской войной и походом против парфян, то есть 55 или 54 год до н. э., когда невесте было около 19 лет; однако есть и версия в пользу 59 года, когда Корнелия достигла 15-летнего возраста. Жена Публия приходилась ему дальней родственницей по женской линии, так как была правнучкой его сородича Луция Лициния Красса. По матери она происходила от Эмилиев Лепидов, но кто именно был её дедом — Марк Эмилий Лепид, Мамерк Эмилий Лепид Ливиан или Маний Эмилий Лепид, — неясно. В числе предков Корнелии фигурируют также Квинт Муций Сцевола Авгур, Гай Лелий Мудрый и Публий Корнелий Сципион Африканский.
По словам Плутарха, жена Публия отличалась не только красотой, но и образованностью, а также «характером, лишённым тщеславия». Поэтому не исключена вероятность того, что сначала между будущими супругами возникли искренние чувства, а Красс-старший и Метелл Сципион позже одобрили брак как равный и выгодный для обеих семей. Корнелия Метелла осталась бездетной. Известно, что, узнав о гибели мужа, она хотела покончить с собой, но не сделала этого. Уже спустя полгода отец снова выдал её замуж — на этот раз за Гнея Помпея Великого, который был старше её первого мужа как минимум на 20 лет.

## Оценки личности и деятельности
Важнейший источник, рассказывающий о личности Публия Лициния Красса — произведения Марка Туллия Цицерона. По словам этого писателя, Публий с детства любил его, как второго отца. Цицерон видел в Крассе большие способности оратора и рассчитывал, что тот свяжет свою судьбу с искусством красноречия, но Публий выбрал военную карьеру, чего Марк Туллий явно не одобрял. «Ему вскружила голову непривычная для молодого человека слава, — написал Цицерон в 46 году до н. э. в трактате „Брут“, — ему мало было воином служить своему полководцу, он пожелал сам немедленно стать полководцем». Следствием этого стала ранняя и «горькая» смерть: «мечтая походить на Кира и Александра с их стремительной славой», Красс, по словам Цицерона, «только показал, как не похож он ни на Луция Красса, ни на многих других из своего рода».
Другие античные авторы характеризуют Публия только с положительной стороны. Валерий Максим называет его «высокоодарённым» (это явный след ливиевой традиции), Флавий Евтропий — «юношей известнейшим и весьма выдающимся», Орозий — «превосходнейшим юношей».
Исследователи признают, что Публий Лициний был талантливым военачальником. При этом допущенная им ошибка пагубно повлияла на исход парфянского похода.

### Исследования
1. Бокщанин А. Парфия и Рим. — М.: Издательство Московского университета, 1966. — Т. 2. — 300 с.
2. Грималь П. Цицерон. — М.: Молодая гвардия, 1991. — 544 с. — ISBN 5-235-01060-4.
3. Егоров А. Юлий Цезарь. Политическая биография. — СПб.: Нестор-История, 2014. — 548 с. — ISBN 978-5-4469-0389-4.
4. Любимова О. Брачные союзы как инструмент политики в эпоху поздней Республики: семья триумвира Красса // Известия Уральского федерального университета. — 2013. — № 3. — С. 22—37.
5. Любимова О. Политическая позиция консула 97 г. Публия Лициния Красса и судьба его сыновей // Studia Historica. — 2012. — № 12. — С. 84—104.
6. Любимова О. Сыновья Красса: проблема старшинства и политическая позиция // Античный мир и археология. — 2013. — № 16. — С. 100—111.
7. Broughton R. Magistrates of the Roman Republic. — New York, 1952. — Vol. II. — P. 558.
8. Münzer F. Licinii Crassi // Paulys Realencyclopädie der classischen Altertumswissenschaft. — 1926. — Bd. XIII, 1. — Kol. 245—250.
9. Münzer F. Licinius // Paulys Realencyclopädie der classischen Altertumswissenschaft. — 1926. — Bd. XIII, 1. — Kol. 214—215.
10. Münzer F. Licinius 63 // Paulys Realencyclopädie der classischen Altertumswissenschaft. — 1926. — Bd. XIII, 1. — Kol. 291—294.
11. Sumner G. Orators in Cicero's Brutus: prosopography and  chronology. — Toronto: University of Toronto Press, 1973. — 197 с. — ISBN 9780802052810.
12. Syme R. The Sons of Crassus // Latomus. — 1980. — № XXXIX. — С. 403—408.